# Sonny Burch
Sonny Burch es un personaje secundario en Marvel Comics.

## Historial de publicaciones
El personaje, creado por el escritor John Jackson Miller y el artista Jorge Lucas, apareció por primera vez en Iron Man vol. 3 # 73 (diciembre de 2003).

## Biografía
Como presidente de una compañía de armas, Burch adquiere las patentes de tecnología de Iron Man para venderlas a varias compañías, intentando mejorar su propia posición política. Sin embargo, no tenía ni el conocimiento ni la atención para comprender completamente que incluso la tecnología obsoleta de Iron Man es demasiado sofisticada para adaptarse; los ejemplos de la incompetencia de Burch incluyen un submarino donde Iron Man y el Capitán América salvan a su personal militar, un sistema de defensa de misiles para el Gobierno de los Estados Unidos, y los trajes de combate imperfectos de Oscorp y drones militares. Cuando los errores tecnológicos amenazan a su avión de carga que lleva las armaduras de Iron Man (que fueron rescatadas después de chantajear a Carl Walker) para estrellarse en Washington D. C., Burch (frente a la ruina absoluta) toma un arma y se suicida. Afortunadamente, Iron Man salva el avión de carga de Burch y su personal.

## En otros medios
- Sonny Burch aparece en Ant-Man and the Wasp (2018), interpretado por Walton Goggins.[8] Esta versión es un criminal del mercado negro que comercia y vende a grandes empresas; tiene secuaces (incluidos Uzman, Anitolov, Knox y el agente del FBI, Stoltz) y es el dueño de un restaurante (probablemente como un frente). Sonny intenta comprar la tecnología cuántica de Hank Pym, pero es rechazada por Hope van Dyne. Los hombres de Sonny posteriormente luchan contra la Avispa y Ant-Man. Más tarde se las arregla para obtener información de los amigos de Scott Lang (Luis, Kurt y Dave) a través de su mezcla de "suero de la verdad". Burch y sus hombres luchan contra Ant-Man y la Avispa luchando contra Ava Starr. En una batalla a tres bandas por la tecnología miniaturizada a través de San Francisco. Sonny intenta escapar en bote pero es detenido por Giant-Man. Burch y sus hombres alcanzan a Luis, pero son evaluados por Kurt y Dave. Luis inyecta a Burch y sus hombres su propio "suero de la verdad" en venganza, obligando a confesar varios crímenes a los agentes federales dirigidos por Jimmy Woo; Sonny incluso confiesa las violaciones del código de salud de su restaurante.
- Una variante alternativa de Burch aparece en la serie animada de Disney+ What If...? (2024), episodio, "What If... 1872?". Esta versión del salvaje oeste, él trabaja para The Hood, transportando a los inmigrantes desaparecidos que les han lavado el cerebro. En una pelea, es vencido por Kate Bishop, quién supo de la muerte de sus padres.